# Gmina Tornved
Gmina Tornved (duń. Tornved Kommune)  była w latach 1970–2006 (włącznie) jedną z gmin w Danii w okręgu zachodniej Zelandii (Vestsjællands Amt). 
Siedzibą władz gminy było miasto Jyderup. 
Gmina Tornved została utworzona 1 kwietnia 1970 na mocy reformy podziału administracyjnego Danii. 

## Dane liczbowe
- Liczba ludności: (♀ 4544 + ♂ 4591) = 9135
  - wiek 0-6: 8,9%
  - wiek 7-16: 15,1%
  - wiek 17-66: 63,1%
  - wiek 67+: 12,8%
- zagęszczenie ludności: 87,8 osób/km²
- bezrobocie: 5,7% osób w wieku 17-66 lat
- cudzoziemcy z UE, Skandynawii i USA: 92 na 10 000 osób
- cudzoziemcy z krajów Trzeciego Świata: 236 na 10 000 osób
- liczba szkół podstawowych: 3 (liczba klas: 52)